# Constitution française de 1852
Lire en ligne

Consulter

C. du 4 nov. 1848 (IIe République) S.-c. du 21 mai 1870 (IId Empire) ; Lois constitutionnelles de 1875, loi Rivet et loi de Broglie (IIIe République)
La Constitution du 14 janvier 1852 est la constitution de la IIe République française promulguée le 14 janvier 1852 par le président de la République, Louis-Napoléon Bonaparte, après son coup d'État du 2 décembre 1851. Modifiée par le sénatus-consulte du 7 novembre 1852, elle devient la constitution du Second Empire.

## Adoption
Louis-Napoléon met fin à la Deuxième République par le coup d'État du 2 décembre 1851. Ce même jour, il fait afficher à destination des Français un Appel au peuple dans lequel il explique son intention de restaurer « le système créé par le Premier consul ».
Il fait ratifier son coup d'État par plébiscite les 21 et 22 décembre 1851. Fort de ce succès, il confie l'élaboration de la constitution à une commission composée de Raymond-Théodore Troplong, Eugène Rouher, Jacques-André Mesnard, Victor de Persigny et Charles de Flahaut,,, qui rédigent extrêmement rapidement la nouvelle Constitution qui est promulguée le 14 janvier 1852.
La Constitution est modifiée par sénatus-consulte le 7 novembre 1852 pour rétablir la dignité impériale en faveur de Louis-Napoléon. L'Empire est proclamé le 2 décembre et une Constitution impériale est promulguée le 25 décembre 1852 sans modifications importantes du texte du 14 janvier.

## Le prince-président
La Constitution rejette l'Ancien Régime et les monarchies censitaires mais se réfère à la Révolution française puisqu'elle « reconnaît, confirme et garantit les grands principes proclamés en 1789 » et surtout à l'Empire. Louis-Napoléon revient au césarisme démocratique de son oncle Napoléon Bonaparte.
Louis-Napoléon est persuadé que la démocratie doit s'incarner dans un homme. Ainsi le régime se traduit par un fort pouvoir personnel entretenu par le suffrage universel masculin à travers des plébiscites. Il se fonde donc sur la souveraineté populaire et s'écarte en ce sens des monarchies constitutionnelles du XIXe siècle.

## L'organisation des pouvoirs

### Le gouvernement personnel
Le gouvernement de la République est confié pour dix ans à Louis-Napoléon Bonaparte qui concentre l'essentiel des pouvoirs exécutifs et législatif.
Le président de la République exerce les fonctions classiques du chef d'État (chef des armées, grâce, amnistie, conclusion des traités). Il exerce également le rôle de chef de gouvernement puisqu'il nomme et révoque ses ministres. Il peut également dissoudre le Corps législatif.
Le président de la république est aidé par le Conseil d'État qu'il contrôle et préside et qui est chargé de rédiger et soutenir les projets de lois. 
Il exerce également selon l'article 4 la puissance législative qui se traduit par son initiative exclusive des lois, son pouvoir de promulguer ou d'apposer son veto sur les lois et les sénatus-consulte.

### Les Assemblées affaiblies
Les deux Assemblées sont contrôlées étroitement et ont des pouvoirs très réduits.
Le Corps législatif est composé d’environ 260 députés élus pour 6 ans au suffrage universel masculin direct mais le découpage des circonscriptions et le système des candidats officiels favorisent les partisans de l'Empire. Il ne peut proposer ni amender les lois, et ne contrôle pas l'action des ministres. Il ne dispose d'aucune autonomie puisque son président est désigné par le gouvernement qui fixe également son règlement.
Le Sénat est composé de 80 à 150 membres qui sont soit membres de droit (cardinaux - maréchaux - amiraux) soit nommés à vie par l'Empereur. Il peut prendre des sénatus-consultes pour adapter les institutions et vérifie la constitutionnalité des lois. Composé notamment de cardinaux, il a aussi pour mission d'assurer l'accord entre les lois et la religion. La République décennale reconnaît, à l'article 26, de ce fait une valeur supra-législative aux dogmes et à la morale religieuse.

## L'évolution vers un régime parlementaire
Des décrets et des senatus-consulte modifient la Constitution pour augmenter progressivement les pouvoirs des assemblées.
En 1860, Napoléon III consent le rétablissement de l'adresse au profit du Sénat et du Corps législatif. Ce dernier voit la publication de ses débats en 1861, le pouvoir d'interpeller le gouvernement en 1867, l'initiative des lois et le droit d'amendement en 1869.

### Textes officiels

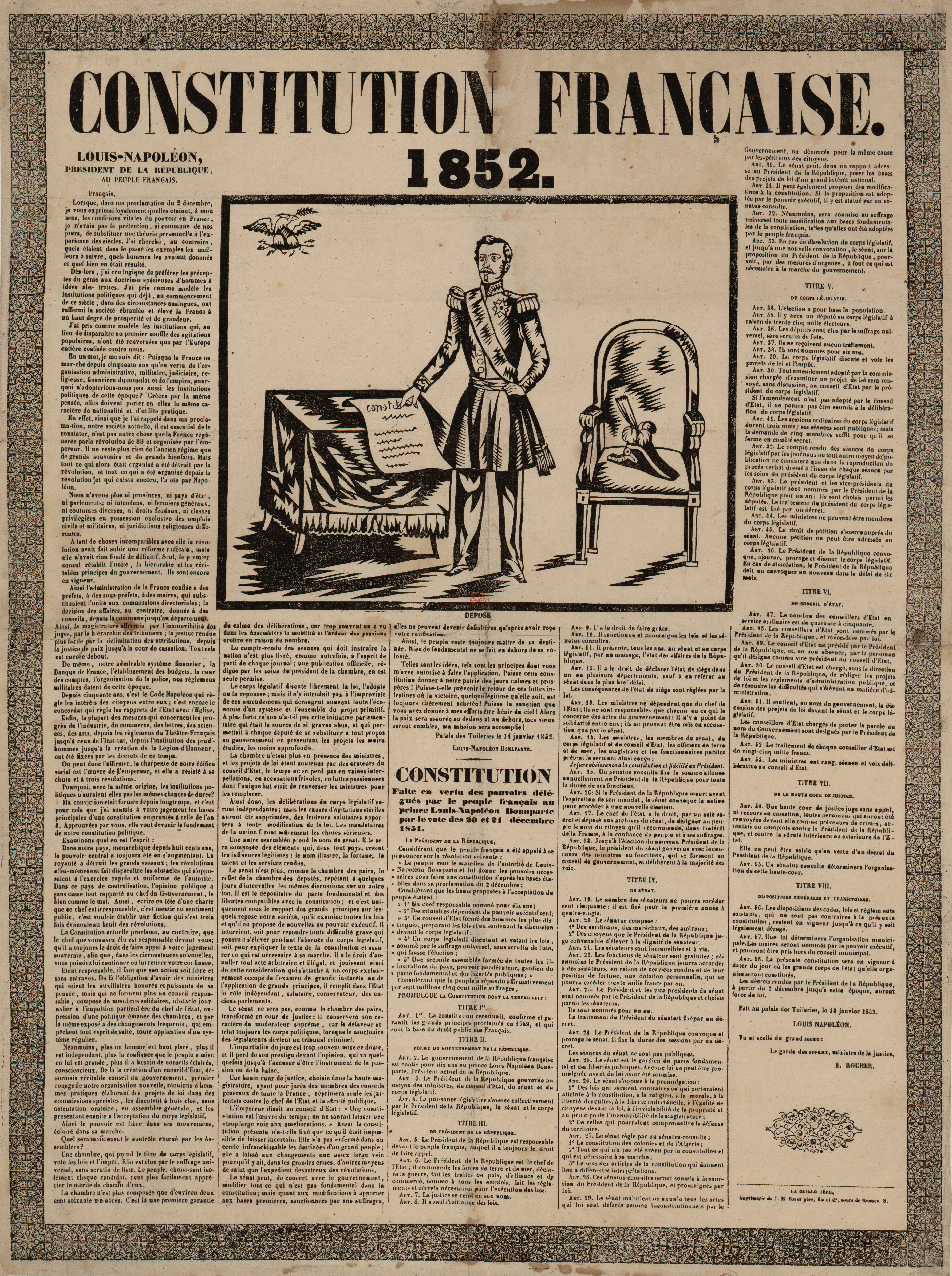
Constitution française de 1852 (estampe).

- [MU 15 janv. 1852] Constitution faite en vertu des pouvoirs délégués par le Peuple français à Louis-Napoléon Bonaparte, par le vote des 20 et 21 décembre 1851, dans Le Moniteur universel : journal officiel de la République française, vol. 64e an., no 15, 15 janv. 1852, part. offic., p. 1 et suiv.
- [BL 22 janv. 1852] Constitution faite en vertu des pouvoirs délégués par le Peuple français à Louis-Napoléon Bonaparte, par le vote des 20 et 21 décembre 1851, dans Bulletin des lois de la République française, Xe sér., t. IX, no 479, 22 janv. 1852, texte no 3522, p. 49-71.